# Plaque d'immatriculation italienne

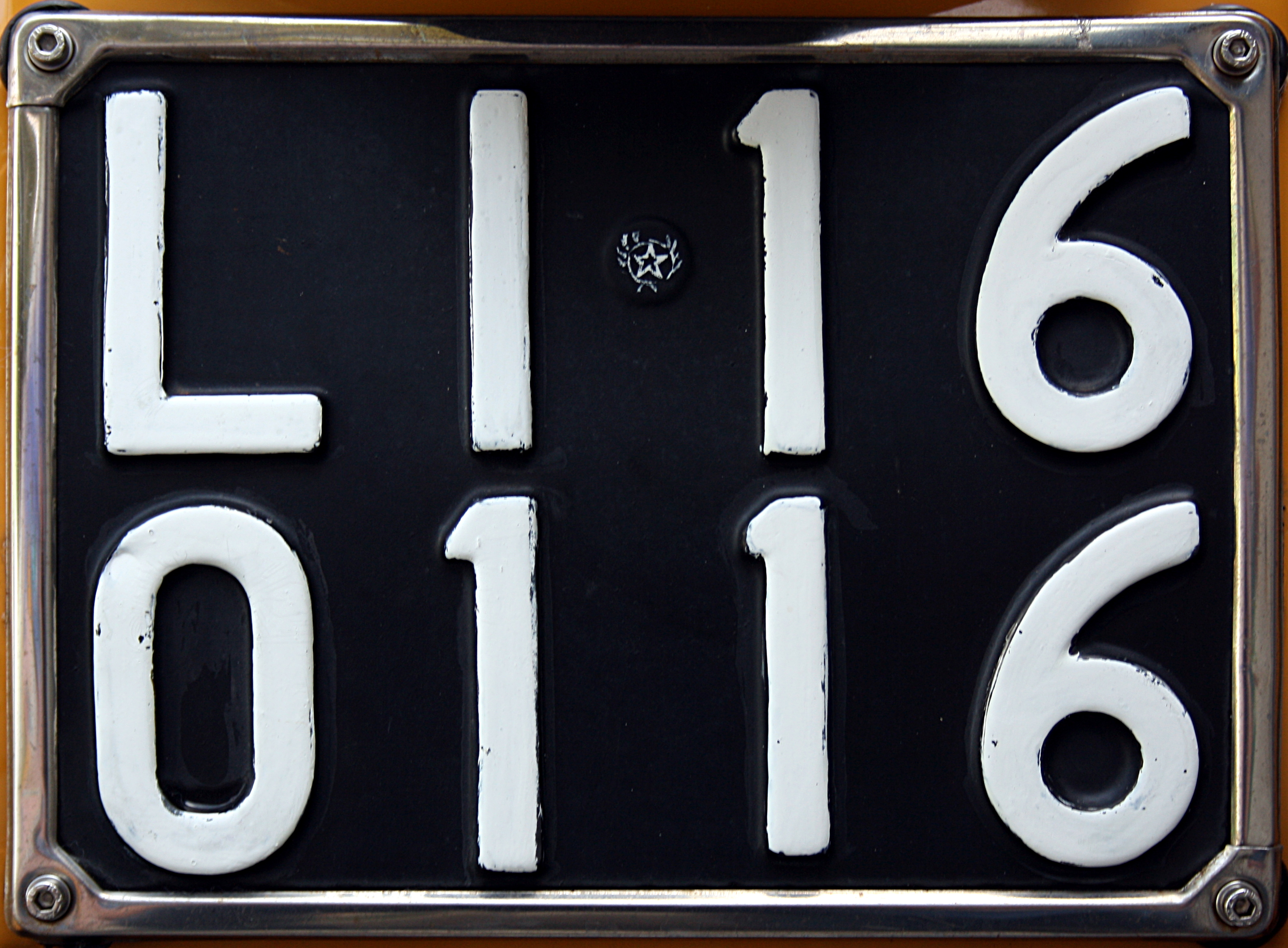
Plaque d’immatriculation de Livourne, période de 1948 à 1976.

Sur les plaques d'immatriculation italiennes, l’usage des sigles pour les automobiles a commencé le 28 février 1927, à la suite d'une circulaire du ministre des travaux publics n. 3361 (du R.D.I. 13.3.1927 n.314 et de la loi 29.12.1927 n.2730) avec laquelle naît le nouveau code de la route. Précédemment on utilisait un code numérique de deux chiffres qui marquait la province remplacé par deux lettres choisies parmi les plus représentatives de celles contenues dans le nom de la cité. Unique exception : la province de Rome à laquelle, afin de comprendre qu’il s’agit de la capitale de l’Italie, est concédé le privilège de porter le nom de la ville en entier, « Roma », écrit en caractères d’imprimerie, parfois entièrement en majuscules.

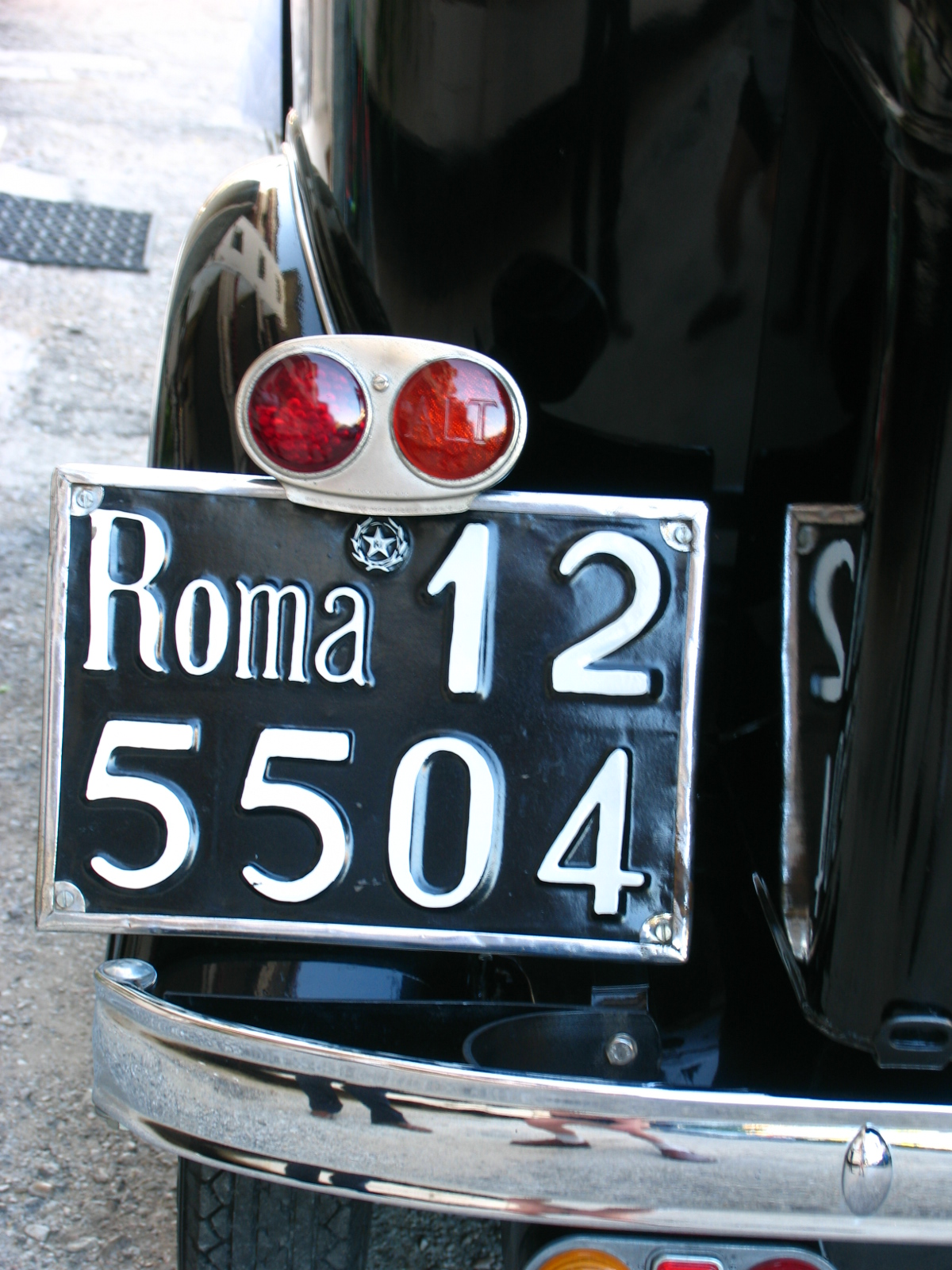
Immatriculation à Rome, années 1940.

La présence de ces codes sur les plaques a été supprimée en 1994. En 1999, le code de la province a été rétabli sur les nouvelles plaques, mais dans la bande bleue latérale droite. Néanmoins, le code de la province est facultatif, mais non la bande.

## Plaques actuelles

### Plaques rectangulaires
| Plaque    | Date d'introduction | Note                                                |
| --------- | ------------------- | --------------------------------------------------- |
| AA 000 AA | Janvier, 1994       |                                                     |
| BA 000 AA | Février, 1998       |                                                     |
| BB 000HH  | Janvier 1999        | Nouvelle plaque au format européen avec bande bleue |
| CA 000AA  | Mars 2002           |                                                     |
| DA 000AA  | Février 2006        |                                                     |
| YA 000AA  | Mai 2010            | Nouvelle plaque pour véhicules de police            |
| EA 000AA  | Mai 2010            |                                                     |
| EE 000AA  | 2011                | Pas introduit                                       |
| EF 000AA  | 2011                |                                                     |
| XA 000AA  | Février 2013        | Nouvelle plaque pour remorque                       |
| FA 000AA  | Juin 2015           |                                                     |
| GA 000AA  | Octobre 2019        |                                                     |
| HA 000AA  | Mai 2025            |                                                     |

### Plaques carrées
| Plaque    | Date d'introduction | Note                                                        |
| --------- | ------------------- | ----------------------------------------------------------- |
| ZA 000 AA | Janvier 1994        |                                                             |
| ZA 400 LV | Janvier 1999        | Nouvelle plaque carrées au format européen avec bande bleue |
| ZB 000 AA | 2006                |                                                             |

## Liste des codes de provinces
- Agrigente	        AG
- Alexandrie	        AL
- Ancône	        AN
- Aoste	                AO
- L'Aquila	        AQ
- Arezzo	        AR
- Ascoli Piceno	        AP
- Asti	                AT
- Avellino	        AV
- Bari	                BA
- Barletta-Andria-Trani 	BT
- Belluno	        BL
- Bénévent	        BN
- Bergame	        BG
- Biella	        BI (depuis 1992)
- Bologne           BO
- Bolzano	        BZ
- Brescia	        BS
- Brindisi	        BR
- Cagliari	        CA
- Caltanissetta	        CL
- Carbonia-Iglesias	CI
- Campobasso	        CB
- Caserte	        CE
- Catane	        CT
- Catanzaro	        CZ
- Chieti	        CH
- Côme	                CO
- Cosenza	        CS
- Crémone	        CR
- Crotone	        KR (dès 1992)
- Coni	                CN (CU jusqu’en 1930)
- Enna	                EN
- Fermo	        FM (depuis 2009)
- Ferrare	        FE
- Florence	        FI
- Foggia	        FG
- Forlì-Cesena	        FC (depuis 1999, avant Forlì FO)
- Frosinone	        FR
- Gênes	        GE
- Gorizia	        GO
- Grosseto	        GR
- Imperia	        IM
- Isernia	        IS (dès 1970)
- Latina	        LT
- Lecce                 LE
- Lecco	                LC (dès 1992)
- Livourne               LI
- Lodi	                LO (depuis 1992)
- Lucques                LU
- Macerata	        MC
- Mantoue	        MN
- Massa Carrara	        MS
- Matera	        MT
- Messina        ME
- Milan	        MI
- Modène	        MO
- Monza et Brianza 	MB
- Naples		NA
- Novare		NO
- Nuoro	        NU
- Ogliastra		OG (depuis 2005)
- Olbia-Tempio      OT (depuis 2005)
- Oristano	        OR (depuis 1974)
- Padoue		PD
- Palerme		PA
- Parme		        PR
- Pavie		        PV
- Pérouse		PG (PU jusqu’en 1933)
- Pesaro-Urbino	PU (depuis 1999, avant Pesaro PS)
- Pescara		PE
- Plaisance	        PC
- Pise		        PI
- Pistoia		PT
- Pordenone	        (PN depuis 1967)
- Potenza		PZ
- Prato		        (PO depuis 1992)
- Ragusa		RG
- Ravenne		RA
- Reggio de Calabre	RC
- Reggio d'Émilie	        RE
- Rieti		        RI
- Rimini		RN (depuis 1992)
- Rome        ROMA ou RM
- Rovigo		RO
- Salerne		SA
- Sassari		SS
- Savone		SV
- Sienne		        SI
- Syracuse	        SR
- Sondrio		SO
- La Spezia	        SP
- Tarente		TA
- Teramo		TE
- Terni		        TR
- Turin		        TO
- Trapani		TP
- Trente		TN
- Trévise		TV
- Trieste		TS
- Udine	        UD
- Varèse		VA
- Venise	        VE
- Verbano-Cusio-Ossola	VB (depuis 1992)

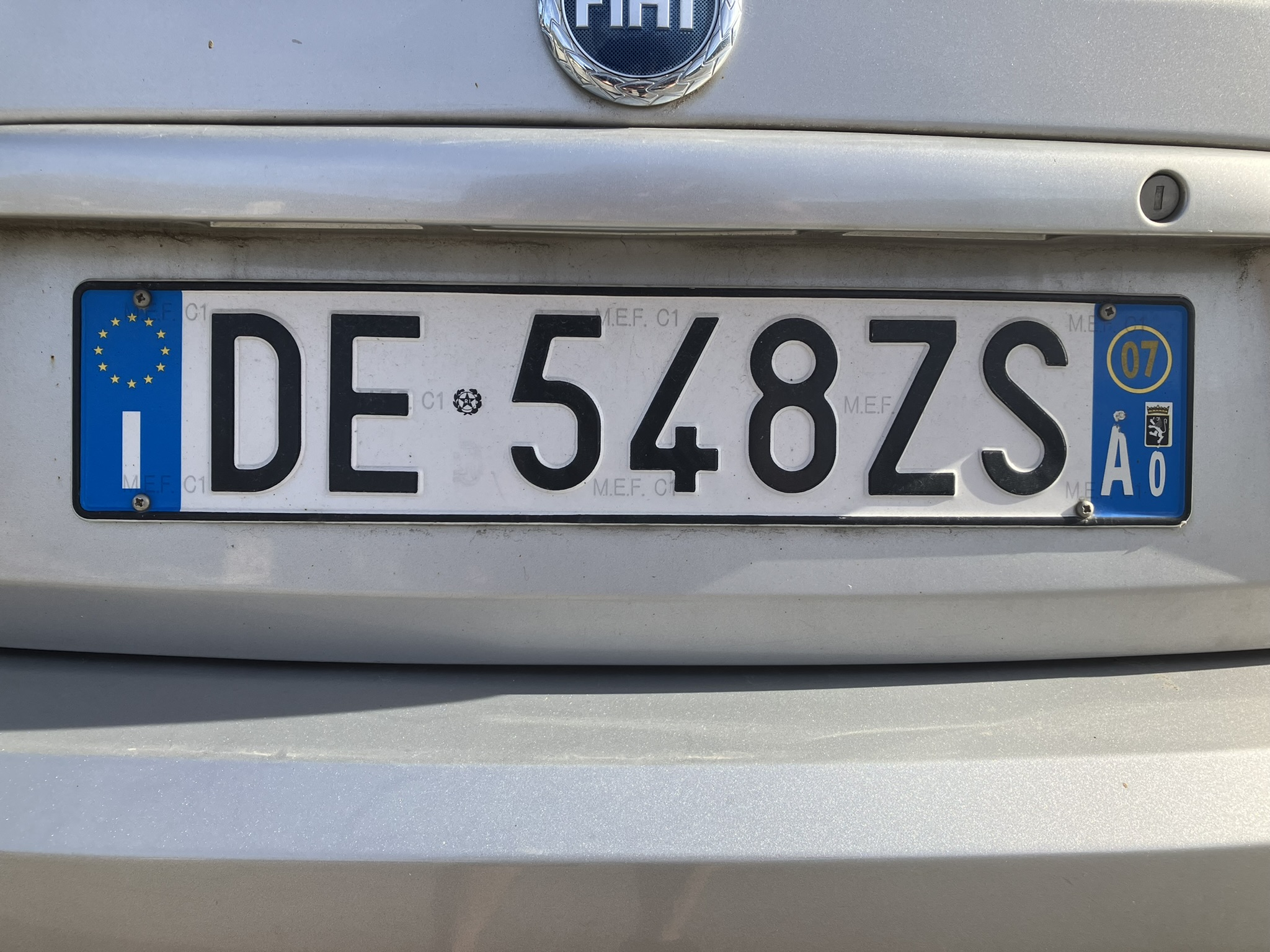
Plaque d'immatriculation de la Vallée d'Aoste (AO) de 2007.

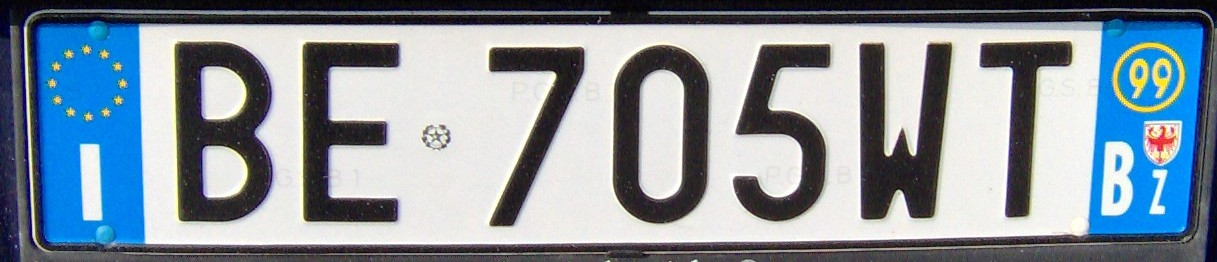
Plaque d'immatriculation de Bolzano (BZ) de 1999.

- Verceil	        VC
- Vérone	        VR
- Vibo Valentia	VV (depuis 1992)
- Vicence	        VI
- Villacidro, Sanluri	VS
- Viterbe	        VT

## Anciennes provinces
- Apuania                 AU, puis dès 1949 Massa Carrara
- Castrogiovanni          CG, puis dès 1928 Enna
- Fiume                   FU, puis FM, aujourd’hui en Croatie
- Girgenti                GI, Agrigente depuis 1928
- Littoria           LT, puis renommée Latina
- Pola                    PL, aujourd’hui en Croatie
- Zara                    ZA, aujourd’hui en Croatie

## Réglementation actuelle
Depuis octobre 1993, un nouveau système de notation de plaques d'immatriculation est instauré. En premier lieu, les plaques avant et arrière seront d'une seule pièce, avec des écritures noires sur un fond blanc réfléchissant. La province d'origine ne sera plus indiquée dans l'immatriculation, puisqu'il s'agit dorénavant de plaques uniques à tout le pays, de la forme « Deux lettres, trois chiffres, deux lettres » ( AA 000AA  jusqu'à  ZZ 999ZZ , promettant virtuellement 234 256 000 plaques uniques, les lettres I, O, Q, U étant abandonnées, pour éviter confusion avec les chiffres 1, 0, 0 et la lettre V respectivement lors de l'écriture à la main sur papier d'un numéro de plaque (par exemple lors des amendes de la police). La lettre G est admise bien que similaire (sur plaque) à la lettre C. Divisé à l'origine en 3 groupes (AA 000 AA), le numéro est désormais réparti en 2 blocs seulement (AA 000AA), séparés par un espace.
Dans la série de plaques normales il y a deux exceptions :
- les plaques carrées sont numérotées à partir de  ZA 000AA , avec les deux premières lettres et les bandes bleues sur la première ligne, le reste sur la deuxième, ce format de plaque est de moins en moins utilisé et la série ZB ne commencera que mi-2010, cette différence de numération sert à éviter la fabrication par erreur de deux plaques avec le même numéro mais formats différents[Quoi ?];
- la police locale depuis le règlement du 27 avril 2006, utilise des plaques avec "POLIZIA LOCALE" comme première ligne et un numéro progressif commençant de  YA 000 AA  en deuxième ligne.

Ce modèle de numérotation a été adopté en France depuis 2009, avec les différences suivantes :
- Entre chaque groupe de caractères : un espace en Italie ; un tiret en France
- Indication du pays à gauche de la plaque : I pour Italie ; F pour France
- Identifiant territorial à droite de la plaque : facultatif en Italie ; logo régional et numéro du département (au choix) en France

Parmi les plaques spéciales, dans les dernières normes en vigueur, il existe :
- CC (Corpo Consulare, corps consulaire), de format CC 1234 xx, avec xx comme indice du pays, en lettres.
- CD (Corpo Diplomatico, corps diplomatique), de format CD 1234 xx, avec xx comme indice du pays, en lettres.
- VF (Vigili del fuoco, pompiers), de format VF 123 xx, avec xx comme province en lettres, et 123 au format mixte chiffres/lettres.
- EI (Esercito Italiano, Armée Italienne), de format EI xx 123.
- GdiF (Guardia di Finanza, Police douanière, fiscale et financière Italienne), de format GdiF 123 xx.
- AM (Aeronautica Militare, Armée de l'Air), de format AM-xx-123.
- MM (Marina Militare, Marine), de format MM-xx-123.
- CC (Corpo dei Carabinieri, Carabiniers), de format CC-xx-123.
- Polizia (Polizia, Police), de format POLIZIA-12345, avec 12345 au format mixte chiffres/lettres.
- CP (Capitaneria di Porto, Garde-Côtes), de format CP-1234.
- CFS (Corpo Forestale dello Stato, Eaux et Forêts), de format CF-123-xx, avec xx pour la province.
- PP (Polizia Penitenziaria, Police pénitentiaire), de format POLIZIA PEN. - 123-AA.
- PC (Protezione Civile, Protection Civile), de format PC-123-xx, xx pour la province, ou PC-ZS123, pour la province de Bolzano, par exemple.
- CRI (Croce Rossa Italiana, Croix Rouge Italienne), de format CRI+-12345 (12345 mixte).
- EE (Escursionisti Esteri, Étrangers, véhicules temporairement importés), de format EE-123-xx, avec xx pour la province.

Depuis 1999, un bandeau bleu à droite complète le bandeau bleu de gauche, indiquant l'appartenance européenne. Ce nouveau bandeau permet de mettre notamment les deux lettres de la province ainsi qu'au-dessus de celles-ci un cercle jaune contenant l'année d'émission.
Sur les plaques de la Vallée d'Aoste (AO) et de la province autonome de Bolzano (BZ) figure le blason régional respectif au-dessus de la seconde lettre du sigle, dont la taille est réduite.

### Particularités
- L'Italie est le seul pays au monde à réserver des plaques particulières débutant par les lettres S.M.O.M. aux représentants de l'ordre de Malte.

- La ville de Seborga émet des plaques qui n'ont pas de statut légal, comportant la mention Principato di Seborga.

## Galerie

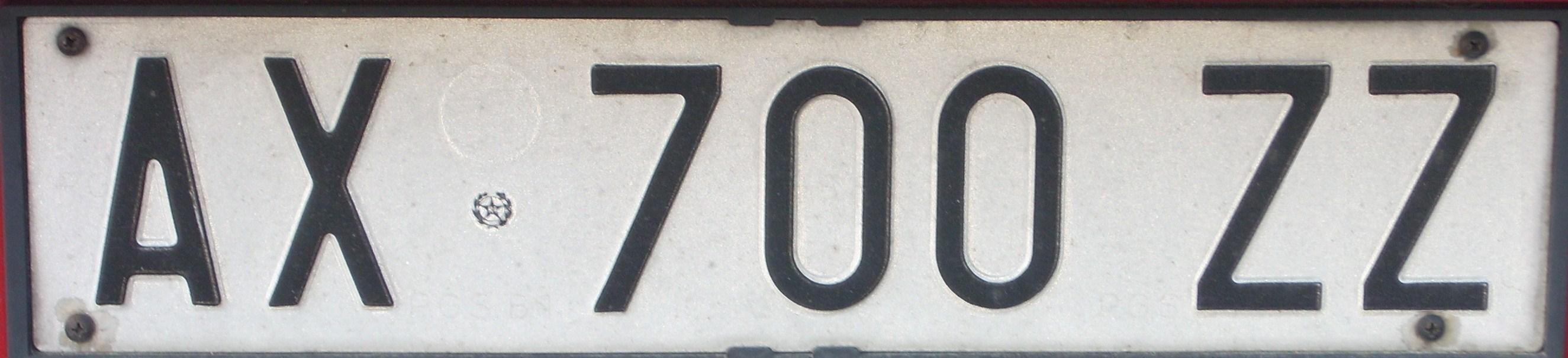
Plaque pour automobiles de 1994.
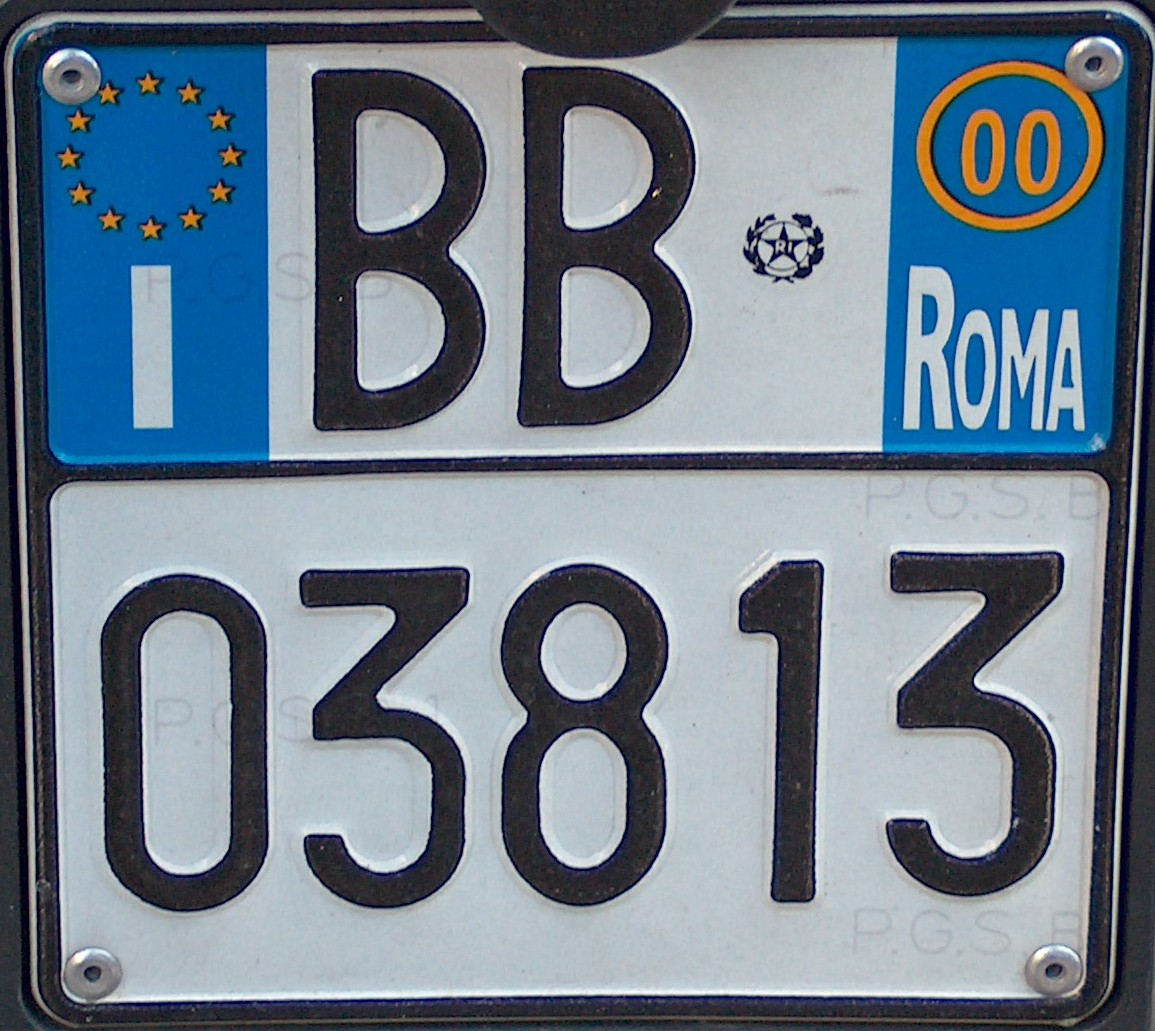
Plaque pour motocyclettes.
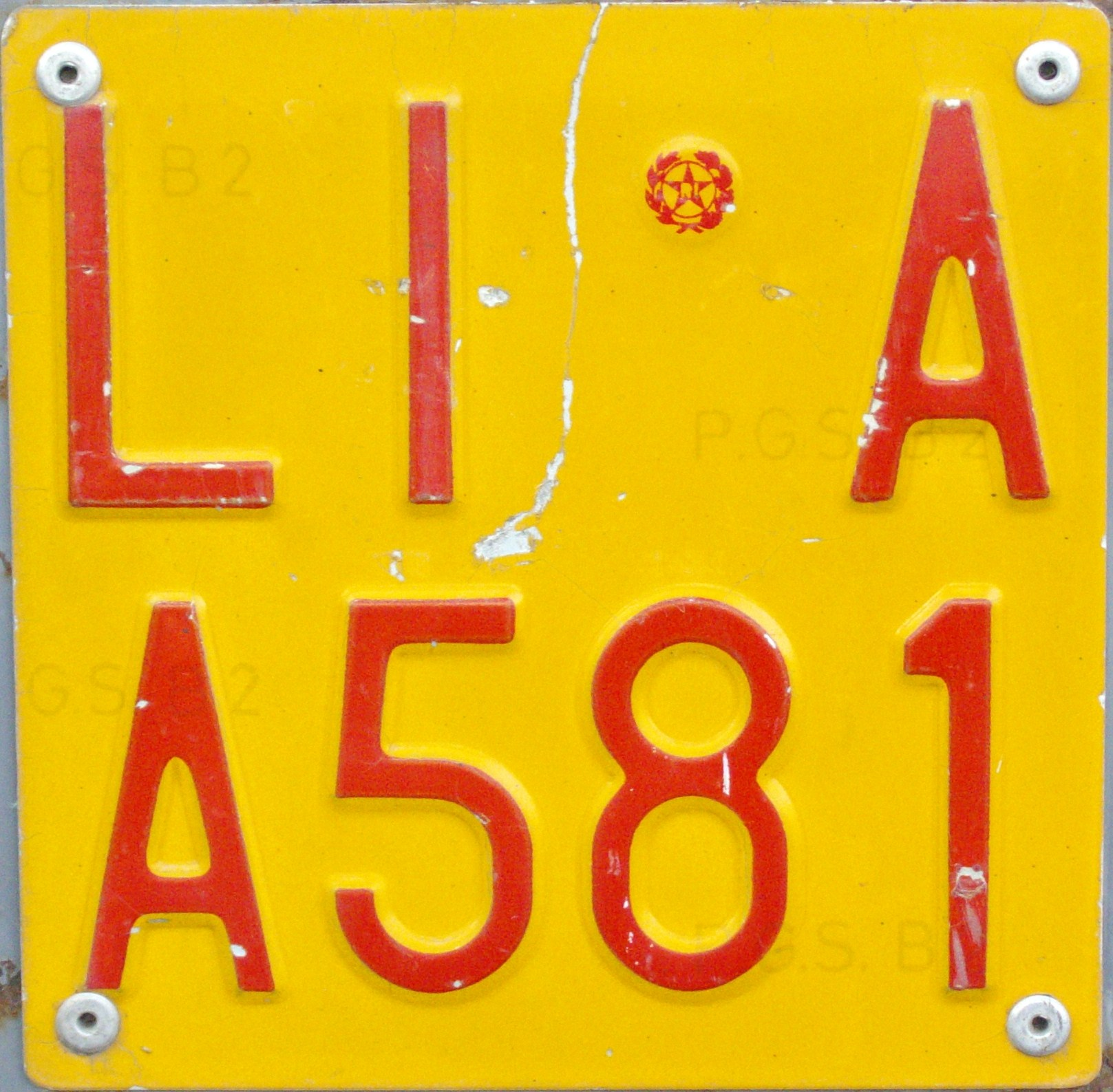
Plaque pour machines opératrices.
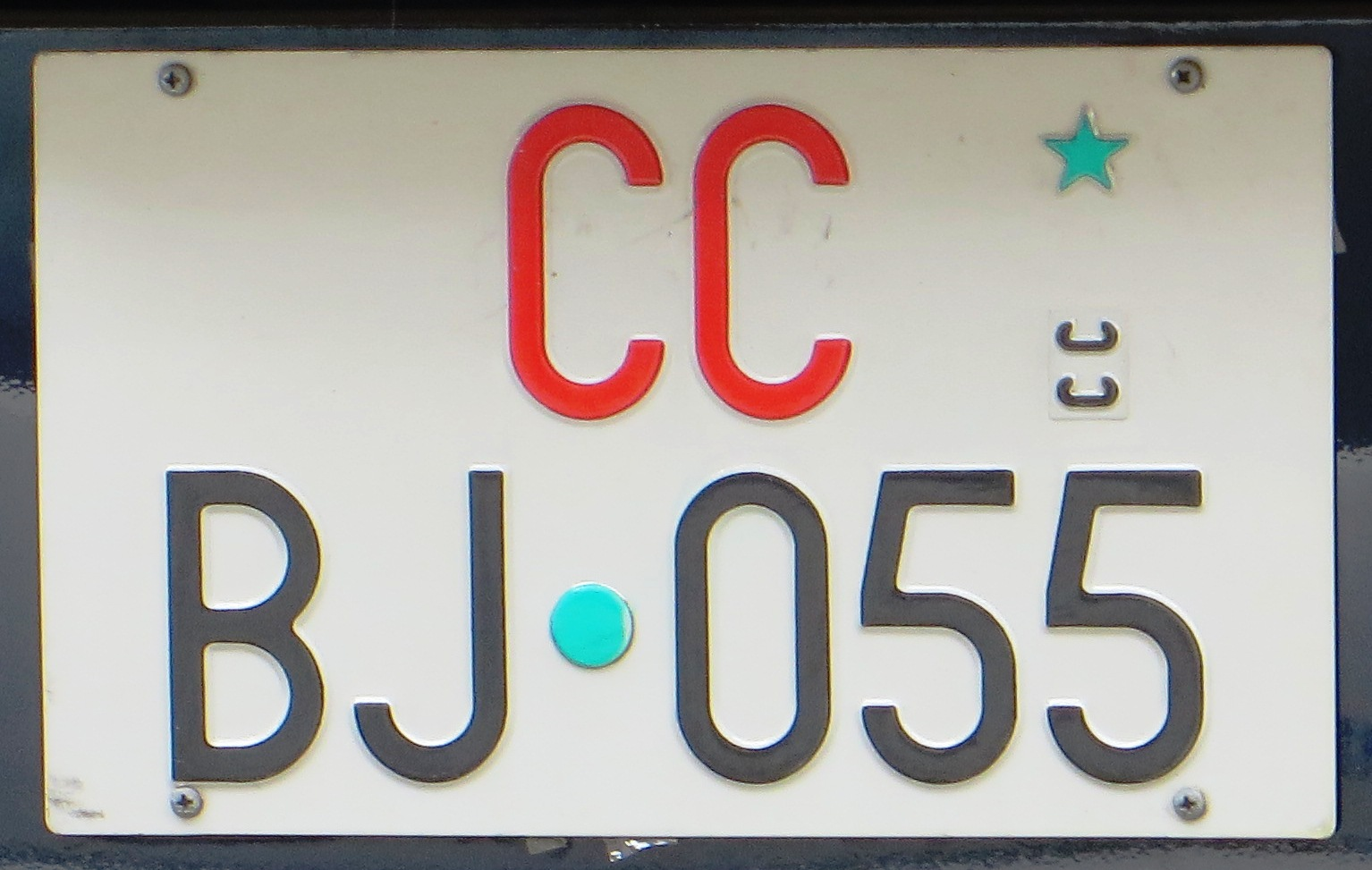
Plaque pour carabiniers.
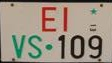
Plaque pour véhicules historiques de l'Armée de Terre .
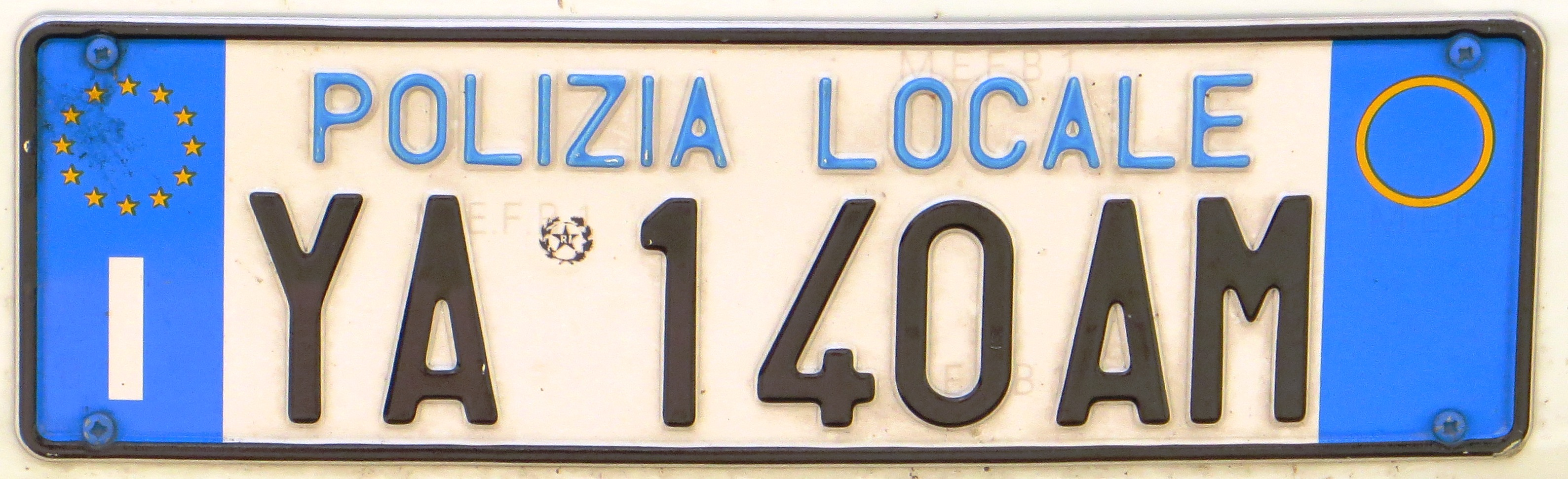
Plaque pour police locale.
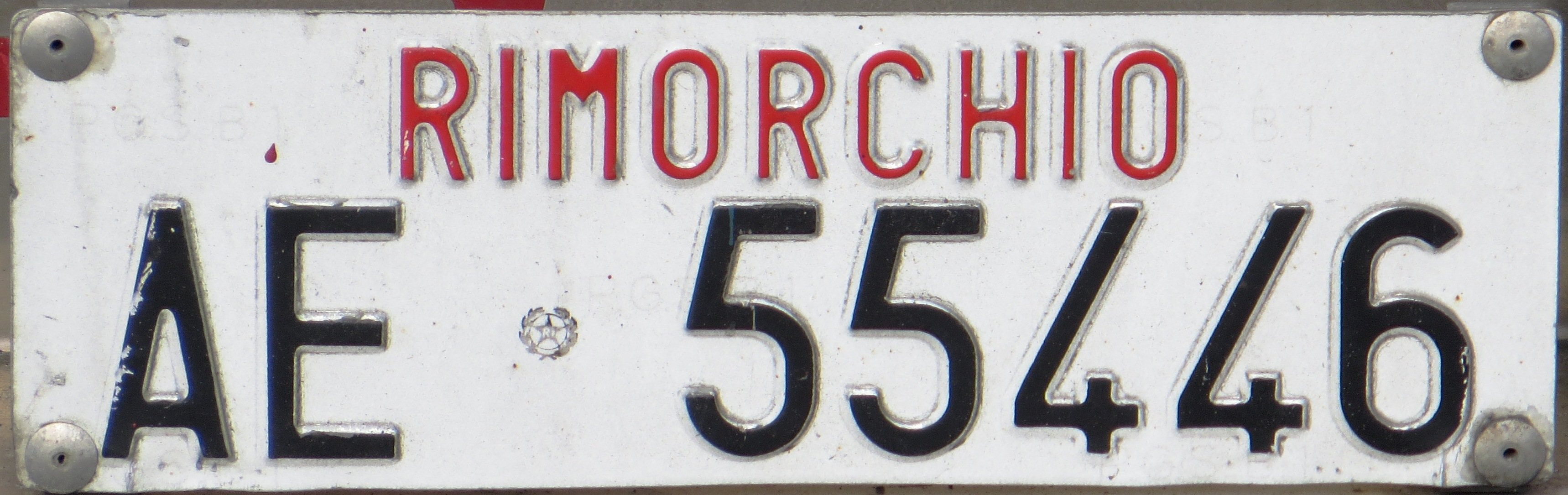
Plaque pour remorques.